# Magloire Ambroise
Magloire Ambroise (zm. w grudniu 1807) – haitański wojskowy i polityk.
Był generałem armii haitańskiej. W wyborach do Konstytuanty w 1806 uzyskał mandat posła. Został wybrany do komitetu mającego przygotować ustawę zasadniczą Republiki. W pośrednich wyborach prezydenckich 9 marca 1807 uzyskał głos jednego senatora. Po udaremnieniu przez oddziały wierne rządowi Republiki próby zamachu stanu dokonanej w lipcu 1807 przez gen. Yayou Ambroise został przeniesiony przez prezydenta Pétiona z dotychczas piastowanego stanowiska komendanta Jacmel na zajmowaną dotychczas przez inicjatora przewrotu funkcję dowódcy arrondissement Port-au-Prince. Wykorzystując możliwości, jakie dawało mu stanowisko w mieście stołecznym, a także wpływy w swoim regionie macierzystym dokonywał licznych malwersacji. Przygotowywał również, wraz z, między innymi, Borno-Déleardem i Michelem, spisek mający na celu przejęcie władzy w państwie. 
Aresztowany 6 grudnia 1807, po przyjeździe do Jacmel. Popełnił samobójstwo w więzieniu.